# エウプロシュネー

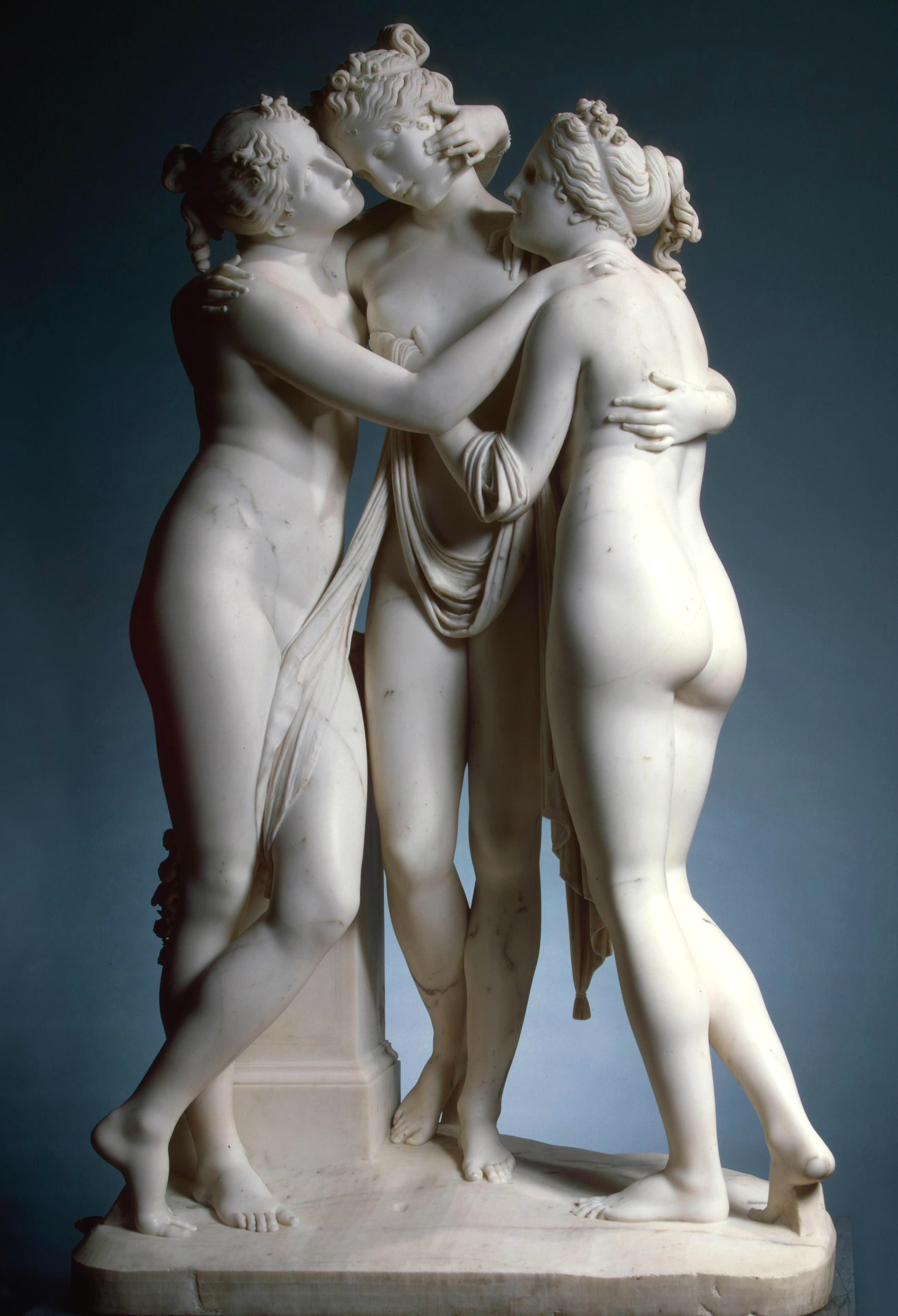
アントニオ・カノーヴァによる彫刻三美神（1813年-1816年頃）。サンクトペテルブルク、エルミタージュ美術館所蔵。

エウプロシュネー（古希: Εὐφροσύνη, Euphrosynē）は、ギリシア神話に登場する女神である。アプロディーテーの侍女である三美神カリスの一柱で歓喜、祝祭を司る。長母音を省略してエウプロシュネとも表記される。また別名で「エウティミアー」（古希: Ευθυμια, , Euthymiā）とも呼ばれる。
古代ギリシア語の「喜び」を意味する ευφροσυνα （エウプロシュナ）が語源。 
ゼウスとエウリュノメーの3人の娘の1人で、アグライアー、タレイアと姉妹。一部ではパーシテアー、カレーと姉妹であるとされる。